# Język arara parajski
Język arara parajski (pariri) – język karaibski używany przez zaledwie kilkaset osób w Brazylii, w stanie Pará, w wioskach Cachoeira Seca i Laranjal. Jest językiem aglutynacyjnym, o złożonej morfologii czasownikowej.